# Sariñena
Sariñena (aragónul Sarinyena) község Spanyolországban, Huesca tartományban. Sariñena Albalatillo, Sena, Castejón de Monegros, Lanaja, Lalueza, Capdesaso, Huerto, Peralta de Alcofea, Castelflorite és Villanueva de Sigena községekkel határos. Lakosainak száma 4135 fő (2024).

## Népesség
A település népessége az utóbbi években az alábbiak szerint változott:
| Lakosok száma | 3984 | 4026 | 4206 | 4455 | 4802 | 4293 | 4155 | 4160 | 4164 | 4135 |
|               | 2001 | 2004 | 2007 | 2009 | 2012 | 2014 | 2017 | 2019 | 2022 | 2024 |